# 実秋本源氏物語系図
実秋本源氏物語系図（さねあきほんげんじものがたりけいず）とは、古系図に分類される源氏物語系図の一つ。一条実秋（清水谷実秋）の筆とされているためにこの名称で呼ばれている。

## 概要
ほぼ同じ内容のものが3本現存しており、現在はいずれも専修寺秋香台文庫の所蔵である。清水谷家の事実上の初代とされている室町時代の公卿一条実秋（清水谷実秋）の筆として伝えられて来たのであるが、誰による鑑定なのかは不明である。池田亀鑑は「清水谷実秋の真筆であるかどうかは不明であるものの、手蹟は清水谷流である」として「伝清水谷実秋筆本古系図」として紹介した。その後常磐井和子は本古系図が実際に書写されたと見られる時期は清水谷実秋が活動していた時期よりもより新しいと考えられるため、「清水谷実秋筆」との鑑定は正しくないとした上で、すでに「実秋本」の名称で広く知られるようになっていたために自身が見いだした同内容の2本の古系図も含めて「実秋本」と命名した。
この実秋本は、ほぼ同じ形態と内容を持った古系図が専修寺秋香台文庫に3本伝来しており、当初池田亀鑑によって1本が紹介され、その後常磐井和子によって池田が見いだしたものとほぼ同じ古系図2本が紹介された。常磐井は池田が紹介したものをA本、自身が初めて紹介したものをB本及びC本と命名し、以後この命名が定着している。

## 3つの実秋本
この実秋本は、ほぼ同じ形態と内容を持った古系図が専修寺秋香台文庫に3本伝来している。このような状況が成立したについて、常磐井和子は、
- 権威あるとされた伝本があり、それが繰り返し書写された
- 古系図を書写することに熱心な人物がおり、その人物によって繰り返し書写された

の二つの可能性が考えられるとしている。下記のうちC本は他本と校合の上ミセケチによる訂正が認められるため、他本を書写したものであることが明らかであるが、A本あるいはB本が祖本なのかそれともすでに失われたか別の所にある本が祖本なのかは不明である。3つの実秋本は、内容はわずかな誤写と思われるものを除いて本文・筆跡・字数・改行にいたるまで全く同一であるが、外形は以下のようにそれぞれに異なっている。
- 実秋本A（池田亀鑑が源氏物語大成研究篇で紹介したもの。）  - 巻子2巻
  - 題号 上巻「光源氏物語」
  - 箱入り
- 実秋本B（常磐井和子によって見いだされたもの。）  - 巻子2巻
  - 題号 上巻「光源氏物語系図」下巻「大臣六条御息所」いずれも料紙うちつけ書き
  - 箱入り 箱書「けんしの系図 心をたくみにして
  -  光源氏物語系図
  -  大臣六条御息所」
- 実秋本C（常磐井和子によって見いだされたもの。）  - 巻子2巻
  - 題号 上巻外題無し・内題「光源氏物語系図」
  - 箱入り 箱書「光源氏物語系図 寛文頃極上写二巻」
  -  古本系統

## 巣守関係の記述
本古系図では、「巣守三位」なる人物が立項されており、その項に「琴ひきなり　手習の巻にあり」との記述がある。この記述を正嘉本古系図、鶴見大学本古系図、国文研本古系図、源氏物語巨細といった巣守関係の記述を持った他の古系図と比較すると、
- 巣守関係の人物の中で「巣守三位」の兄弟姉妹の記述が存在せず巣守三位ただ一人を立項していること。
- 巣守三位についての記述が「巣守の巻」ではなく「手習の巻」にあるとしていること。

といった特徴がある。現存するいかなる伝本においても「手習の巻」には巣守関連の記述は存在しないため、この「手習巻にあり」とする記述は単なる書き誤りであろうとする説が有力である。

## 記載されている人物の数
本古系図の系譜部分に収録されている人物の数は179人である。この系譜部分に収録されている人物の数を様々な古系図について調べ、人数順に並べてみると以下のようになる。
| 名称                     | 収録されている人数 | 備考                                                                   |
| ------------------------ | ------------------ | ---------------------------------------------------------------------- |
| 九条家本古系図           | 117人              | 但し欠損部分を近い系統の古系図で補うと133人から134人であると考えられる |
| 秋香台本古系図           | 133人              |                                                                        |
| 帝塚山短期大学蔵本古系図 | 133人              |                                                                        |
| 吉川本古系図             | 137人              |                                                                        |
| 為定本古系図             | 141人              |                                                                        |
| 国文研本古系図           | 163人              |                                                                        |
| 日本大学蔵本古系図       | 174人              |                                                                        |
| 為氏本古系図             | 177人              |                                                                        |
| 東京大学蔵本古系図       | 178人              |                                                                        |
| 実秋本古系図             | 179人              | B本・C本                                                               |
| 安養尼本古系図           | 189人              |                                                                        |
| 天文本古系図             | 187人              |                                                                        |
| 源氏物語巨細             | 189人              |                                                                        |
| 鶴見大学本古系図         | 189人              |                                                                        |
| 神宮文庫蔵本古系図       | 191人              |                                                                        |
| 正嘉本古系図             | 210人から214人     | 但し東海大学蔵本の現存部分のみだと202人                                |
| 学習院大学蔵本古系図     | 215人              |                                                                        |
| 伝後光厳院筆本古系図     | 235人              |                                                                        |

この人数を常磐井和子が唱えた系図に収録されている系譜部分の人数が少ないほど古く原型に近いものである」とする法則に当てはめると、この為定本系図は増補本系統の完本である為氏本古系図の177人よりも多く、かなり増補され発展した形態に属すると位置づけることが出来るものである。

## 翻刻
- 「実秋本古系図」『源氏物語古系図の研究』笠間書院、1973年（昭和48年）3月、pp. 361-415。